# Phuntsog Namgyal II
Phuntsog Namgyal II (Ang-nye-khi-sa, 1733 – Tumlong, 1780) fu chogyal del Sikkim dalla nascita fino alla morte.

## Biografia
Phuntso II Namgyal nacque postumo a Ang-nye-khi-sa nel 1733, reputato figlio di Gyurmed Namgyal, chogyal del Sikkim, e di una monaca del Monastero di Sanga Choeling, figlia di Neer-Gahden, della famiglia Tak-chhungtar. Data questa sua particolare posizione al trono, la sua ascesa venne contestata e parallelamente si autoproclamò re Chandzod Tamding.
Educato a Lhasa, nel Tibet, venne formalmente consacrato come Chogyal al Monastero di Yoksum. Egli regnò per i primi anni della propria vita con Rabden Sharpa. Durante il suo regno gran parte dei territori dello stato vennero persi a favore dell'espansionismo di Nepal e Bhutan. Egli stabilì la capitale a Tumlong. 
Egli sposò in prime nozze Angel, figlia di Raden Sher-pa, il reggente. In seconde nozze sposò la figlia di Deba Shamsher Khiti Phukpa e in terze nozze la figlia di Pishti-Tergyen del Tibet.
Egli morì al palazzo reale di Tumlong nel 1780.

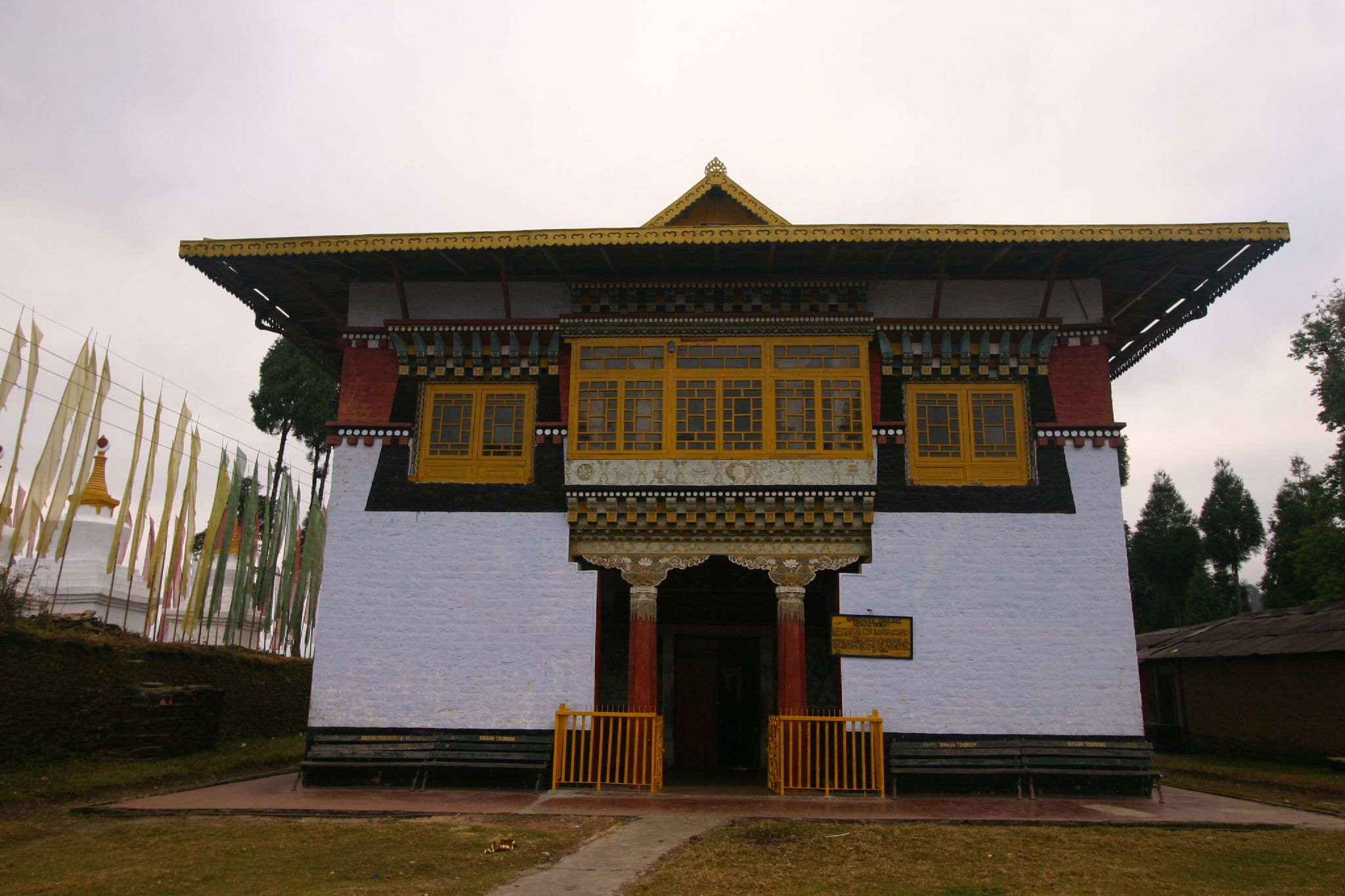
Monastero di Sanga Choeling (Sikkim).